# Cliff Politte
Clifford Anthony Politte (né le 27 février 1974 à Kirkwood, Missouri, États-Unis) est un ancien lanceur droitier de baseball.
Il joue dans les Ligues majeures de baseball de 1998 à 2006, principalement comme lanceur de relève, et fait partie de l'équipe des White Sox de Chicago championne de la Série mondiale 2005.

## Carrière
Malgré un engagement préalable pour rejoindre les Tigers de l'université de Memphis, 
Cliff Politte joue au baseball comme lanceur et joueur de champ extérieur au Jefferson College de Hillsboro (Missouri) ; il n'honore pas une entente pour évoluer à l'université de Memphis car cette institution refuse de le laisser évoluer à un autre poste que celui de lanceur. Il fait partie d'un nombre restreint d'athlètes ayant atteint le baseball majeur en ayant été choisi très tard à l'annuel repêchage amateur des joueurs de baseball : il est en effet le 1 439e joueur réclamé en 1995, et il est choisi au 54e tour de sélection par les Cardinals de Saint-Louis.
Politte fait ses débuts dans le baseball majeur avec les Cardinals le 2 avril 1998 mais ne dispute que 8 matchs avec l'équipe. Le 19 novembre 1998, Saint-Louis l'envoie aux Phillies de Philadelphie avec le vétéran joueur de champ extérieur Ron Gant et le lanceur droitier Jeff Brantley dans la transaction  qui permet aux Cardinals d'acquérir deux lanceurs droitiers, Ricky Bottalico et Garrett Stephenson. Politte joue trois saisons à Philadelphie. Après des débuts hasardeux en 1999, il se tire bien d'affaire avec une moyenne de points mérités de 3,66 en 8 matchs comme lanceur partant et 4 autres comme lanceur de relève au cours de la saison 2000. En 2001, il s'installe comme releveur et maintient une moyenne de points mérités de 2,42 en 26 manches lancées. Le 26 mai 2002, après avoir commencé la saison chez les Phillies, Politte est échangé aux Blue Jays de Toronto contre le vétéran lanceur gaucher Dan Plesac. Il joue pour Toronto jusqu'à la conclusion de la saison 2003, où il réalise 12 sauvetages, son record personnel en une année.
Cliff Politte rejoint les White Sox de Chicago pour les trois dernières saisons de sa carrière dans les majeures, de 2004 à 2006. Il est excellent en 2005 avec une moyenne de deux points mérités accordés par partie en 67 manches et un tiers lancées lors de 68 présences au monticule en relève. Il fait partie de l'équipe des White Sox championne de la Série mondiale 2005, lançant chaque fois en 8e manches des trois dernières rencontres de la série finale face aux Astros de Houston.
Cliff Politte a une moyenne de points mérités en carrière de 4,40 en 411 manches et un tiers lancées au total. En 9 saisons, le droitier est apparu dans 330 matchs des majeures, dont 16 comme lanceur partant. Il compte 22 victoires, 23 défaites, 15 sauvetages et 342 retraits sur des prises.